# 호스피스
호스피스(hospice)는 종교 및 사회 단체에서 운영하는 여행자 숙박소 및 빈민 행려병자 등을 위한 수용소로서, 최근 구미 의학계에서는 말기 암환자 등 죽음에 임박한 환자들을 간호하는 의료시설을 가리키는 용어로 쓰인다. 이는 연명을 위한 단순한 차원의 수용시설이 아니라 인생의 말기를 맞은 자에게 육체적 고통을 경감시키고 정신적으로 평안한 임종을 맞도록 하는 데 목적을 두고 있다. 영국의 성(聖) 크리스토퍼 호스피스가 효시이다.
호스피스(Hospice)는 돌봄(care)의 종류이다. 호스피스는 만성적이거나, 말기이거나, 심각한 질병을 앓는 환자의 고통과 증상의 완화에 중점을 두고 환자의 감정적, 영적 필요에 주의를 기울이는 돌봄의 철학이다. 서양 사회에서는 11세기부터 호스피스라는 개념이 유럽에서 발달해왔다. 그 후 몇 세기 동안 로마 카톨릭의 전통에서 호스피스는 아프고, 상처입고, 죽어가는 여행자와 순례자를 접대(hospitality)하는 장소였다. 호스피스의 현대적 개념은 병원이나 요양원(nursing home)같은 기관에서 불치병에 대한 완화치료(palliative care)을 하는 것을 포함한다. 하지만, 환자의 집에서 마지막 삶을 살고 싶어하는 환자들에 대한 돌봄도 포함한다. 현대 호스피스 돌봄은 Cicely Saunders에 의해 1967년에 처음 창조되었다.
미국에서 국민 건강 의료 시스템과 건강 보험 제공자의 관행에 의해 호스피스라는 용어는 넓게 정의된다. 그리고 그것은 환자가 입원하는 기관이나 환자의 집 모두에서 6개월 미만으로 살 수 있는 환자들에게 호스피스 돌봄이 가능하게 했다. NHPCO(National Hospice and Palliative Care Organization)에서 주관한 2012년 호스피스 돌봄에 대한 사실과 수치를 나타내는 보고서에 따르면, 66.4%가 자택에서 돌봄을 받고 26.1%가 호스피스 입원기관에서 돌봄을 받았다. 1970년대 말, 미국 정부는 호스피스 돌봄을 말기 병에 대한 인도적인 선택으로 보기 시작했다. 1982년 의회는 호스피스 국민 건강 의료 혜택을 만들기 시작했고, 1986년에 영구적으로 되었다. 1993년, 클린턴(Clinton) 대통령은 호스피스관련 의료 혜택이 보장되는 것이 자리잡게 하고, 건강 관리를 위해 제공해야 할 것들 중 하나로 받아들여지게 했다. 미국 외에서 호스피스라는 단어는 주로 호스피스 돌봄을 전문적으로 하는 특정한 건물이나 기관을 뜻하지만, 집에서도 호스피스 돌봄을 제공한다. 미국 외에서 그런 기관들은 비슷하게 주로 죽기 전의 사람들을 돌보지만, 특정한 완화치료가 필요한 환자들도 돌볼 수 있다. 호스피스 돌봄은 환자가 집에서 문제없이 지낼 수 있도록 환자의 가족들이 집에서 환자를 어떻게 돌보아야 하는지 알려주는 것도 포함한다. 비록 반대도 있었지만, 호스피스는 빠르게 영국, 미국, 그 외의 지역을 통해 확장되어왔다.
참고로, 대한민국에서는 매년 10월 둘째 주 토요일을 호스피스의 날로 정해 기념하고 있다.

## 역사

### “호스피스”의 유래
호스피스는 원래 중세 유럽에서 여행 순례자에게 숙박을 제공했던 작은 교회를 의미하는 말이었다. 그런 여행자가 병이나 건강상의 이유로 여행을 떠날 수 없게 되는 경우, 그대로 그 곳에서 치료 및 간호를 받게 되었는데, 이러한 수용시설 전반을 호스피스라고 부르게 되었다.
교회에서 간호를 맡는 성직자의 헌신과 환대를 ‘호스피탤러티’(Hospitality)라고 불렀는데, 이 단어에서 오늘날 병원을 일컫는 용어인 Hospital이 나왔다. 역사적으로, 병원도 호스피스와 마찬가지로 병원의 의미 뿐만 아니라 고아원, 양로원, 길가의 쓰러진 사람들을 수용하는 시설 전반을 일컫는 말이었다.

### 현대 호스피스의 태동

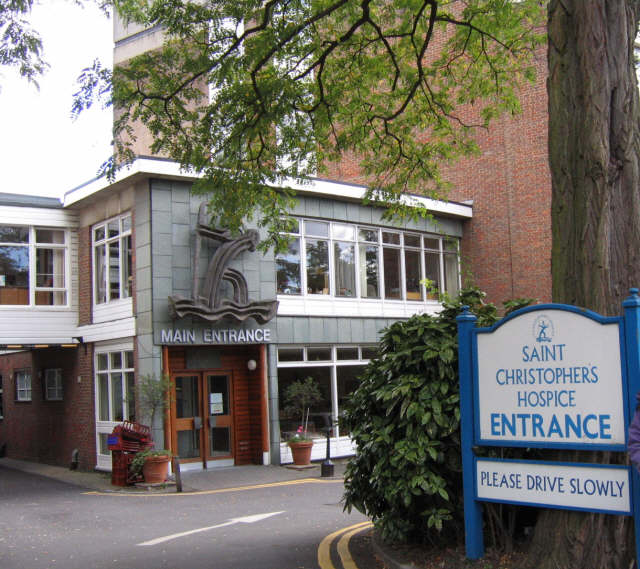
성 크리스토퍼 호스피스 2005

시슬리 손더스(Cicely Saunders)는 영국의 간호사로 만성적인 건강문제가 그녀를 의료 사회사업을 펼치게 하는 계기가 되었다. 그녀가 폴란드 피난민과 쌓은 관계에서 그녀는 말기환자들이 정을 통한 돌봄으로 환자들의 공포와 걱정뿐만 아니라 신체적 증상에서 완화된 것을 보고 자신의 생각을 확신하였다. 그 피난민이 죽고 난 후, 손더스는 다른 의사들이 손더스가 의사로서 말기 통증을 잘 돌볼 수 있다고 말한 '성 루카의 가난한 사람들을 위한 집'(St Luke's Home for the Dying Poor)에서 봉사활동을 하였다. 손더스는 성 요셉병원에서 봉사활동을 하며 의과대학에 진학했다. 1957년 그녀는 학위를 마쳤고, 그곳에서 일하였다.
손더스는 병보다 환자에 집중하는 것을 강조하였고, '총체적 고통'(total pain)이란 개념을 소개하였다. '총체적 고통' 이란 것은 신체적 측면 뿐만 아니라 정신적,사회적, 영적인 부분도 포함하는 개념이다. 그녀는 신체적인 통증을 조절하기 위해 다양한 범위의 오피오이드(opioid)를 실험했다.
1963년 그녀는 미국에 여행을 하며 그녀의 철학을 국제적으로 확산시켰다. 1967년에 손더스는 성 크리스토퍼 호스피스를 열였다. 예일 간호학교의 학장인 플로렌스 왈드(Florence Wald)는 손더스가 미국에서 연설하는 것을 들었으며, 미국에 호스피스협회(1971)를 세우기 이전에 성 크리스토퍼 호스피스에서 손더스와 한달을 같이 일했다.
손더스는 1965년 이래 자신의 호스피스 이론과 발전을 전파하였고, 스위스 출신의 정신과의사인 Elisabeth Kübler-Ross는 또한 말기환자에 대한 사회적 응답에 대해 생각하기 시작했다. 이를 위하여 남편이 취직한 시카고 병원은 적절하지 않음을 발견했다. 그녀의 1969년 베스트셀러인 On Death and Dying은 의료인이 어떻게 말기 환자의 고통에 대응 할 수 있는가에 대하여 썼으며 손더스와 다른 선구적 죽음학자들과 함께 말기환자들을 위한 돌봄에 대하여 논하였다.
1980년대에 들어와서 영국을 중심으로 완화의학( Palliative Medicine)이 정립되기 시작하는데 완화의학은 호스피스와 정신을 공유하지만 보다 체계적으로 환자돌봄을 제공하고자 한다.
완화의료 팀은 의료인(종양내과의사,정신과 의사,완화의학전문의 및 간호사),사회복지사,치료사(재활,음악,미술 등),성직자,자원봉사자 및 환자와 그 가족 또한 팀원으로서 돌봄에 참여한다.
완화의료에서 돌보는 환자의 영역은 신체적 영역,정신 심리적 영역,사회적 영역,영적 존재론적 영역의 4 가지로서 환자의 총체적 고통에 대응한다.

### 초기 발전
어원적으로 호스피스(hospice)는 손님과 주인의 두 가지 기능을 뜻하는 라틴어의 단어인 hospes에서 유래되었다. 역사학자들은 처음 호스피스가 11세기, 1065년 즈음에 시작했다고 믿는다. 1090년대 십자군 원정의 시작으로 불치병에 걸린 십자군을 치료하는 장소가 생겼다. 14세기 초반 여행자에게 안식처가 되고 아프고 죽어가는 사람들을 돌보기 위해 Knights Hospitaller of St. John of Jerusalem의 체계가 첫 호스피스를 로도스섬에서 시작했다. 호스피스는 중세에 번창했지만 종교교단에 머무르며 전파되었다. 호스피스는 17세기 프랑스에서 Daughters of Charity of Saint Vincent de Paul에 의해 다시 활기를 되찾았다. 프랑스는 1843년에 Jeanne Garnier에 의해 오픈한 L'Association des Danes du Calvaire의 호스피스라는 곳을 통해 호스피스 분야를 계속 발전시켰다. 1900년 이전에 6개의 다른 호스피스들이 생겼다.
한편, 호스피스들은 다른 지역에서도 발전했다. 영국에서, 19세기 중엽 Lancet과 British Medical 잡지(Journal)에서 죽어가는 환자들에게 좋은 돌봄과 위생적인 조건이 필요하다는 기사를 작성했고 죽어가는 환자들의 필요한 것들에 대한 관심이 끌렸다. 그 후 부족한 시설에 대한 해결책으로 1892년까지 죽어가는 결핵환자들에게 35개의 침대를 제공했던 런던의 Friedenheim을 오픈했다. 1905년까지 런던에 4개의 호스피스가 더 설립되었다. 호주에서도 1879년 Home for Incurables가 애들레이드(Adelaide)에서 1902년 Home of Peace와, 1907년 Anglican Houce of Peace for the Dying이 시드니(Sydney)에서 자발적으로 발전했다. 1899년 뉴욕에서 St. Rose's Hospice by the Servants for Relief of Incurable cancer가 오픈했고 이 기관은 곧 다른 도시 6개 지역으로 확장했다.
호스피스의 초기 발전을 이끈 더욱 영향력 있는 기관들 중 한 기관은 아일랜드의 Religious Sisters of Chrity이다. 이 기관은 1879년 아일랜드 Dablin의 Harold's Cross에서 Our Lady's Hospice를 오픈한 기관이다. 그곳은 주로 결핵과 암으로 고통받는 2만명 정도의 죽기 위해 오는 사람들로 1845년부터 1945년까지 매우 바빠졌다. Sisters of Charity는 세계적으로 확장했고 Sacred Heart Hospice for the Dying을 시드니(Sydney)에 1890년 오픈했으며 뒤이어 1930년대 맬버른(Melbourne)과 New South Wales에서 오픈했다. 1905년 그들은 St. Joseph's Hospice를 런던(London)에서 오픈했다. 1950년대 거기에서 Cicely Saunders는 현대 호스피스 돌봄의 많은 핵심적인 원칙들을 발전시켰다. 몇 년 후 이 센터들은 더욱 신속해졌고 1970년대부터 지금까지 이 곳은 사람들이 여생을 보내는 곳이다.

### 현대 호스피스 운동의 부상
Cicely Saunders는 영국의 주 공인 간호사였다. 그녀의 만성적 건강문제는 그녀가 medical social work에 대한 경력을 추구하도록 했다. 폴란드 난민과 그녀가 발전시킨 관계는 그녀의 생각을 확고하게했다. 말기의 아픈 환자들의 두려움과 걱정을 다루기 위해서는 물리적 증상의 완화 뿐만 아니라 동정적 돌봄도 필요하다는 것이었다. 그 난민이 죽은 후 Saunders는 St. Luke's Home for the dying Poor에서 자원봉사를 시작했다. 그곳에서 한 의료인이 그녀에게 그녀가 의료인으로서 말기 환자들의 치료에 영향을 가장 많이 줄 수 있는 사람이라 말했다. Saunders는 St. Joseph's에서 자원봉사를 계속 하며 의대에 입학했다. 그녀의 학위를 1957년 마치고 그녀는 그곳의 자리를 잡았다.
Saunders는 질병보다는 환자에 집중하는 것을 강조했고 total pain의 개념을 소개했다. total pain은 물리적 측면 뿐 아니라 정신학적, 영적 측면도 포함한다. 그녀는 물리적 통증을 조절하기 위해 넓은 범위의 오피오이드(opioids)로 실험을 했다. 하지만 환자의 가족의 요구 또한 신경써서 실험했다.
그녀는 1963년부터 미국으로 연속적으로 여행하면서 그녀의 철학을 세계적으로 전파했다. 1967년 Saunders는 St. Christophers Hospice를 오픈했다. Yale 간호학교의 학과장이자 Saunders의 말을 미국에서 듣던 Florence Wald는 Saunders와 한 달간 1969년 같이 일했고 거기서 1971년 현대 호스피스 돌봄의 원칙을 미국에 도입했고 호스피스 주식회사를 설립했다. 다른 미국 초기 호스피스 프로그램인 Alive Hospice는 Tennessee주의 Nashville에서 1975년 11월 14일 세워졌다. 1977년까지 National Hospice Organization이 형성된 이후 1979년까지 대표자 Ann G. Blues가 Washington DC에서 국제적 미팅에서 선출되었고 호스피스 돌봄의 원칙들이 다루어졌다. Saunders가 그녀의 이론을 전파하고 그녀의 호스피스를 발전시킴과 거의 동시에 1965년 스위스 정신과의사 엘리자베스 퀴블러 로스(Elisabeth Kübler-Ross) 또한 말기 환자들에 대한 사회적 반응을 고려하기 시작했다. 그리고 그것은 그녀의 미국인 의료인 남편이 일하던 시카고(Chicago) 병원에서 불충분함을 느꼈기 때문이었다. 그녀의 1969년 베스트셀러 on Death and Dying은 의료계 전문가들이 말기 환자들에게 어떻게 반응할 지에 영향을 끼쳤고, Saunders와 다른 사망학 개척자들이 함께 말기 환자들에게 이용가능한 돌봄의 종류에 관심을 집중하는 것을 도왔다.

## 호스피스 돌봄

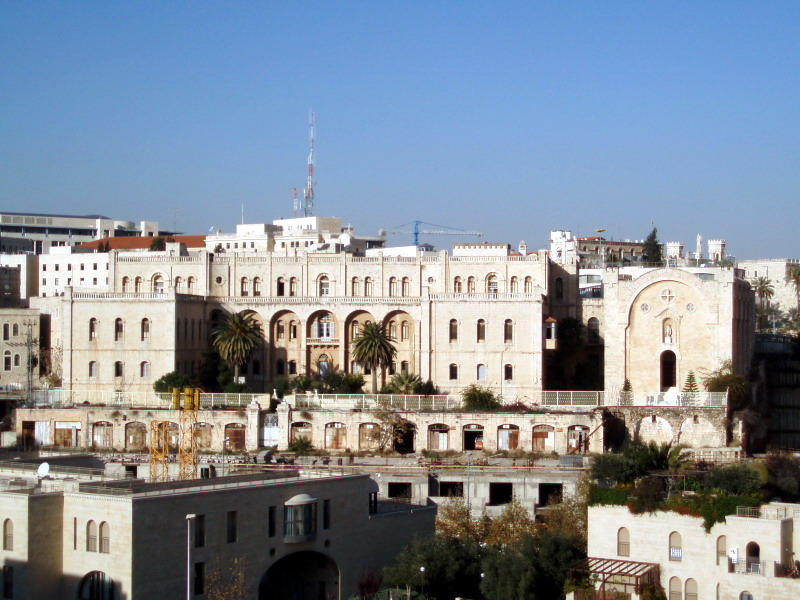
성 빈센트 드 폴 호스피스, 예루살렘

호스피스는 여러 요인들로부터 야기된 반대에 직면해왔다. 그 반대들은 말기 환자에 대한 전문가의 무감각, 친숙하지 않은 의료기술에 대한 불편, 의료인이나 많은 사람들사이에서 죽음에 대한 열린 대화를 금기시하는 문화적, 전문가의 금기를 포함한다. 그럼에도 불구하고 호스피스 운동은 나라마다 집중과 적용의 차이를 가지고 세계로 퍼져나갔다. 1984년 Dr. Josefina Magno라는 American Academy of Hospice and Palliative Medicine을 설립하는데 도움을 주고 미국 National Hospice Organization의 첫 이사(executive director)를 지낸 사람이 International Hospice Institute를 설립했다. 그것은 1996년 International Hospice Instituent and College가 되었고 이후 International Association for Hospice and Palliative care(IAHPC)가 되었다. IAHPC는 2008년 현재 스코틀랜드(Scotland), 아르헨티나(Argentina), 중국(China), 우간다(Uganda)같은 다양한 나라의 책임자들과 함께 일하고 있다. 그들의 일에 대한 철학은 각 국가가 다른 나라들에 대한 호스피스 경험을 평가하지만 그들의 고유한 필요에 따라 조정하며 완화치료 모델을 그들의 고유한 조건과 자원을 기반으로 발전시켜야한다는 것이다. Dr. Derek Doyle라는 IAHPC설립 멤버인 사람은 2003년 British Medical 잡지(Journal)에서 필리핀에서 태어난 Magno가 그녀의 일을 통해 "8000개 이상의 호스피스와 완화 서비스들이 100개 이상의 나라에 설립되었다."라고 말했다. 완화치료, 호스피스 돌봄의 기준은 세계의 많은 나라들에서 발전되어왔다. 호주, 캐나다, 헝가리, 이탈리아, 일본, 몰도바, 노르웨이, 폴란드, 루마니아, 스페인, 스위스, 영국, 미국을 포함한다.
2006년 미국에 기초한 National Hospice and Palliative Care Organization(NHPCO)와 영국의 Help the Hospices는 세계의 완화치료 관행을 독립적, 세계적으로 연구하기 위해 공동으로 사람을 파견했다. 그들의 조사는 세계 나라의 15%가 널리 퍼진 완화치료 서비스를 주요 건강 관리 기관과 통합되어 제공받고 있는 반면, 추가적인 35%가 비록 국부적이고 제한적이더라도 어떤 형태로 완화치료 서비스를 제공받고 있다는 것을 발견했다. 비록 호스피스라는 용어가 그런 서비스들을 묘사하기 위해서 항상 사용되는 것은 아니지만, 2009년 현재 추정 수치로 만 개의 세계적으로 완화치료를 제공하기 위한 프로그램이 있다.
호스피스 돌봄에서 주된 후견인들은 가족 간호자(family care giver)와 정기적으로 들르는 호스피스 간호사이다. 호스피스는 요양원, 호스피스 건물, 또는 때때로 병원에서 이루어질 수 있지만 주로 흔히 집에서 행해진다. 호스피스 돌봄 대상자로 고려되기 위해서는 말기 환자이거나 6개월 안에 죽음이 예상되어야 한다.

### 아프리카
호스피스는 1980년 사하라 사막 이남의 아프리카인 짐바브웨의 Harare에서 처음 시작했다. 의학계의 회의론에도 불구하고 호스피스 운동은 퍼졌다. 그리고 1987년 Hospice Palliative Care Association of South Africa가 설립되었다. 1990년 Nairobi 호스피스가 케냐의 Nairobi에서 오픈했다. 2006년 현재 케냐(Kenya), 남아프리카 공화국(south Africa), 우간다(Uganda)는 널리 퍼지고 잘 통합된 완화치료를 제공하는 35개 나라에 포함된다. 프로그램들은 영국 모델을 기반으로 하고 있지만 입원 돌봄에는 덜 집중하고 자택에 기초한 지원을 강조한다.
1990년대 초 케냐(Kenya)에서 호스피스의 토대덕분에 완화치료는 전국으로 펴졌다. Nairobi Hospice의 대표자들은 보건부의 건강분야 전략적 제도(Health sector strategic plan)를 발전시키기 위해 위원회 자리에 앉았다. 그리고 그들은 심각한 암을 위한 특정한 완화치료 가이드라인을 발전시키기위해 보건부와 함께 일하고 있다. 케냐의 정부는 Nairobi Hospice의 땅을 제공하고 그곳의 간호사들 중 몇몇에 대한 자금을 제공함으로써 호스피스를 지지해오고있다.
South Africa에서 호스피스 서비스들은 고아나 노숙자들과 같은 다양한 공동체에 집중하고 입원, 자택 요양(home care), 주간보호(day care)같은 다양한 환경을 제공하면서 널리 퍼져있다. 남아공의 2003년~2004년의 호스피스 환자들의 절반 이상이 AIDS로 진단 받고 나머지의 대다수는 암 진단을 받는다. 남아공에서 완화치료는 Hospice Palliative Care Association of South Africa와 President's Emergency plan for AIDS Relief의 국제 프로그램으로 부분적으로 투자받는 것에 의해 지원받고 있다.
Hospice Africa Uganda(HAU)는 Anne Merriman에 의해 세워졌고 1993년 Nsambya 병원으로부터 두 개의 침대가 있는 집을 빌려 서비스를 제공하기 시작했다. HAU는 Kampala, Makindye의 작전기지로 확장한 이후 1998년 1월부터 휴대용 호스피스인 Mbarara를 통해 길가에서 클리닉을 제공하고 있다. 같은 해 Little Hospice Hoima가 6월 오픈했다. 우간다에서의 호스피스 돌봄은 Makerere 대학교가 완화치료에 관해 원거리 수료증을 제공함으로써 공동체 자원봉사자와 전문가들로부터 지원받는다. 우간다의 정부는 완화치료에 대한 전략적 제도(strategic plan)가 있다. 그리고 HAU로부터의 간호사들과 병원의 관리인(clinical officer)들이 모르핀을 처방하는 것을 허락하고 있다.

### 북미

#### 캐나다
완화치료(palliative care)라는 용어를 처음 만든 캐나다 의료인 Balfour Mount는 캐나다 호스피스 운동의 개척자였다. 캐나다 호스피스 운동은 주로 병원 환경에서 완화치료에 중점을 두고 있다. Kübler-Ross의 업적을 읽으며 Mount는 몬트리올(Montreal)의 Royal Victoria Hospice에서 말기 환자에 대한 경험을 연구하기 시작했다. 그는 "최악의 불충분함(abysmal inadequacy)"이라고 했고 Saunders와 St. Christopher's에서 일주일동안 같이있게 되었다. 영향을 받은 Mount는 Saunders의 모델을 캐나다에 적용하기로 결심했다. 캐나다의 의료계 투자의 차이 때문에 그는 1975년 1월 Royal Victoria에서 특화된 병동이 생기면서 더 감당할 수 있을 것으로 보이는 병원 기반의(hospital-based) 접근으로 시행하기로 결정했다. 영어와 불어를 공용어로 사용하는 캐나다에게 Mount는 "완화치료(palliative care) 병동"이라는 용어가 더욱 적절하다고 느꼈다. 호스피스(hospice)라는 단어는 이미 프랑스에서 요양원을 나타내기 때문이었다. 수 백개의 완화치료 프로그램들이 캐나다를에서 1970년대, 1980년대를 통해 뒤를 이었다.
하지만, 2004년 기준으로, Canadian Hospice Palliative Care Association(CHPCA)에 따르면 정부의 투자의 감소로 이용가능한 서비스들이 감소하면서 호스피스 완화치료는 캐나다인의 단지 5~15% 만이 이용가능 했다. 그 때 캐나다인들은 집에서 죽고싶은 욕구를 점점 더 표현했다. 하지만 캐나다의 10개 주 중 단지 두 개 만이 집에서 돌보기 위한 약 값을 지원받았다. 10개 중 단지 4개의 완화치료만이 핵심 건강서비스로 제휴되었다. 그 때 완화치료는 널리 간호학교에서 가르치거나 일반적으로 의학전문대에서 자격을 주지 않았다. 그래서 단지 175명의 전문적 완화치료 의료인들만이 캐나다에 있다.

#### 미국
미국에서 호스피스는 병원에서 혹은 혼자, 고립되어 죽어가는 사람들을 위한 돌봄을 향상시키기 위한, 자원봉사자가 이끄는 운동으로부터 성장해 건강 관리 시스템의 상당한 부분이 되었다. 2010년 추정치로 158만 천명의 환자들이 호스피스로부터 서비스를 받고 있다. 호스피스는 의약품, 의료장비, 24시간/주 7일 진료, 죽음 후에 사랑하는 사람에 대한 지원을 포함하는 유일한 국민건강보험 혜택이다. 호스피스 돌봄은 또한 저소득층 의료보장제도, 대부분의 민간 의료보험에서도 보장한다. 대부분의 호스피스 돌봄은 자택으로 찾아와준다. 호스피스 돌봄은 또한 집과 비슷한(home-like) 호스피스 주택, 요양원, 생활지원시설(assisted living facillities), 참전용사 시설, 병원, 감옥의 사람들도 이용 가능하다. 미국에서 첫 호스피스는 코네티컷주(Connecticut)의 브랜포드(Branford)에 있는 Connecticut Hospice였다.
첫 미국 병원 기반의 완화치료 프로그램들은 전국에 걸친 헌신적인 자원봉사자들에 의해 1980년대 말 시작했다. 처음 미국에서 발전한 병원 기반의 완화치료 상담 서비스는 1985년 Detroit Receiving Hospital의 Wayne State university School of Medicine이었다. 첫 미국 기반의 완화의료와 호스피스 서비스 프로그램은 1987년 Dclan Walsh라는 오하이오주(Ohio) 클리블랜드(Cleveland)의 Cleveland clinic 암센터의 MD인 사람으로 인해 시작되었다. 그 프로그램은 Harry R. Horvitz center for Palliative Medicine이라는 World Health Organization로서 세계적인 시범사업을 위해 고안되고, Integrated center of oncology and palliative care로서 European society of Medical oncology에 의해 파견된 단체로 진화되었다. 뒤를 이은 다른 프로그램들로는 가장 주목할만한 1993년 위스콘신주(Wisconsin)의 Medical college에서 한 완화치료 프로그램(Palliative Care Program), 1996년 Memorial Sloan-Kettering 암센터에서 한 Pain and Palliative care service, 1997년 Mount Sinai School of Medicine에서 한 The Lilian and Benjamin Hertzberg palliative care Institute가 있다. 1995년까지 호스피스는 28억 달러의 산업이었다. 미국에서 국민건강보험으로부터 19억 달러가 1857개의 국민건강보험의 인증을 받은 호스피스 프로그램에 지원되었다. 그 해 호스피스 제공자의 72%가 비영리였다. 1998년까지 NHPCO에 따르면 3200개의 호스피스가 미국과 Puerto Rico에 걸쳐 활동중이거나 개발중에 있다고 한다. 2007년의 Last Rights:Rescuing the End of life from the Medical system에 따르면 호스피스 지역들은 전국적으로 1년에 약 3.5%의 속도로 확장하고 있다. 2008년 현재 죽어가는 미국인의 1/3이상이 호스피스 서비스를 이용하면서 미국에서 거의 90만명의 사람들이 매년 호스피스를 이용중이다.
호스피스는 국민건강보험 비용의 감소에서 중요한 역할을 한다. 지난 20~30년 동안 국민건강보험 총 예산의 27~30%는 개인의 삶의 마지막 해에 사용되었다. 호스피스 돌봄은 비용적, 감정적 측면에서 환자와 그들이 사랑하는 사람들에게 트라우마를 안겨주는 입원환자의 입원기간과 응급실 방문자를 줄여주었다.
호스피스 돌봄은 병을 치료하는 것을 포함하지 않을 수 있다. 환자들과 가족구성원들은 돌봄과 계획된 돌봄의 부족을 잘 이해해야 한다. 만약 누가 폐렴이라면 그것은(안될 수도 있지만)치료될 것이다. 만약 치료되지 않는다면, 이것은 정말 고통을 증가시킬 것이다. 만약 그 환자의 병이 담당의사가 의료적으로 결정하는 불치병과 관계없다면, 그 환자는 그들이 요청한다면 고통의 원인을 다루는 일반 치료법을 찾을 것이다. 호스피스 환자가 받는 모든 국민 건강보험 서비스는 호스피스와 관련이 없는 치료를 위해 1차 진료 의료인이 제공하는 서비스와 국민건강보험 어드밴티지 제도(Advantage plan)가 있는 호스피스 환자를 포함하여 원래의 국민건강보험 하에서 다루어진다.

### 영국

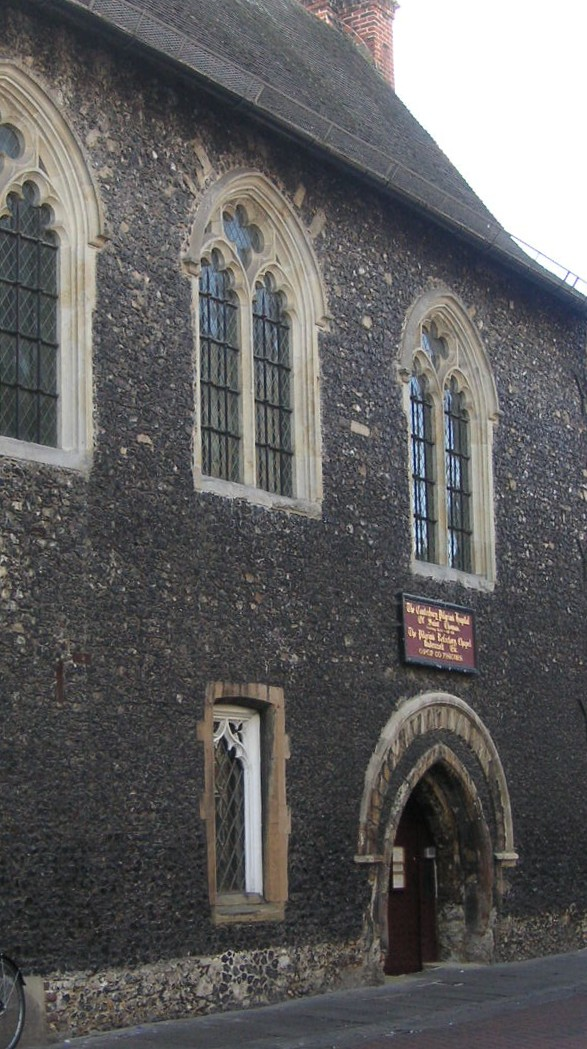
성 토마스 호스피스, 캔터베리

첫 현대 호스피스로 여겨지는 1967년 Cicely Saunders가 St. Christopher's Hospice를 오픈한 이래로 영국에서는 호스피스 운동이 급격하게 성장해왔다. 영국의 Help the Hospices에 따르면, 2011년 영국 호스피스 서비스들은 3175개 침대의 220개의 성인용 병동부(inpatient units), 334개 침대의 42개의 아이용 병동부(inpatient units), 288 자택 돌봄(home care) 서비스들, 127 자택 호스피스(hospice at home) 서비스들, 272 주반보호(day care) 서비스들, 343 병원 지원(hospital support) 서비스들로 구성되어있다. 이런 서비스들은 함께 2003년과 2004년에 25만 명 이상의 환자들을 돕고 있다. 기금은 국민건강보험(National Health Service)에 의한 100% 지원부터 자선단체들에 의한 거의 100% 지원까지 다양하지만, 서비스는 환자들에게는 항상 무료이다. 영국의 완화치료는 종합적 국가의 정책들, 완화치료의 국민건강보험(National Health service)으로의 폭넓은 통합, 강한 호스피스 운동, 이 문제에 대한 깊은 공동체의 참여 때문에 세계 최고로 랭크되어왔다.
2006년 현재 약 2만 명의 환자인 잉글랜드(England)와 웨일스(Wales)의 죽음 중 약 4%가 호스피스 환경에서 일어나고 있다. 더 많은 수의 환자들이 호스피스에서 시간을 보내거나 호스피스 기반의 부양 서비스들의 도움을 받았지만 다른 곳에서 죽음을 맞이했다.
호스피스들은 또한 영국에서 10만 명이 넘는 사람들에게 자원봉사 기회를 제공한다. 그리고 그것의 호스피스 운동에 대한 경제적 가치는 1억 1200만 유로 이상으로 추정되어왔다.

### 다른 나라들
호주의 호스피스 돌봄은 런던의 St. Christophers의 오픈보다 79년 앞선다. the Irish Sisters of Charity of hospices에 의해 시드니(Sydney) 1889년, 맬버른(Melbourne) 1938년 설립.
뉴질랜드의 첫 호스피스는 1979년 오픈했다.
폴란드에 1970년대 중엽 호스피스 돌봄이 들어왔다.
일본은 1981년 첫 호스피스를 오픈했고 2006년 7월까지 160개를 공식 개최했다.
이스라엘의 첫 호스피스 부서는 1983년 오픈했다.
인도의 첫 호스피스인 Shanti Avedna Ashram은 Bombay에서 1986년 오픈했다.
북유럽의 첫 호스피스는 1988년부터 핀란드 Tampere에서 시작되었다.
중국의 첫 현대 독립적 호스피스는 1988년 상하이에서 오픈했다.
호스피스라는 단어가 Peaceful care로 번역되는 태국의 첫 호스피스 unit은 1990년 오픈했다.
호스피스라는 단어가 well-ending service로 번역되는 홍콩의 첫 독립적 호스피스는 1992년 오픈했다.
러시아의 첫 호스피스는 1997년 설립되었다.

### 세계 호스피스 및 완화치료의 날
2006년부터 세계 호스피스 및 완화치료의 날은 Worldwids Palliative Care Alliance의 위원회에 의해 조직되었다. Worldwide Palliative Care Alliance는 전세계적인 호스피스와 완화치료의 발전을 지원하는 호스피스와 완화치료의 국가적, 지역적 조직들의 연결망(network)이다. 이 날은 매년 10월의 둘 째주 토요일이다.

## 대한민국의 호스피스
2015년 전국적으로 7개권역으로 나뉘어 있으며 56개의 완화의료 전문기관이 있다.
| 지역          | 기관명 |
| ------------- | --- |
| 서울권 (9개)  | - 가톨릭대학교 서울성모병원 - 가톨릭대학교 성바오로병원 - 고려대학교구로병원 - 서울특별시 동부병원 - 서울특별시 북부병원 - 서울특별시 서남병원 - 서울특별시 서북병원 - 서울특별시 서울의료원 - 전·진·상의원 |
| 경기권 (15개) | - 가톨릭관동대학교 국제성모병원 - 가톨릭대학교 부천성모병원 - 가톨릭대학교 성빈센트병원 - 가톨릭대학교 인천성모병원 - 경기도의료원 의정부병원 - 경기도의료원 파주병원 - 경기지역암센터(아주대학교병원) - 국민건강보험공단 일산병원 - 굿피플의원 - 동백 성루카 병원 - 새오름가정의원 - 샘물호스피스병원 - 수원기독의원 - 안양샘병원 - 인천지역암센터(가천대 길병원) |
| 강원권 (3개)  | - 갈바리의원 - 강원지역암센터(강원대학교병원) - 춘천기독의원 |
| 충청권 (5개)  | - 가톨릭대학교 대전성모병원 - 대전지역암센터(충남대학교병원) - 청주의료원 - 충북지역암센터(충북대학교병원) - 홍성의료원 |
| 전라권 (9개)  | - 광주기독병원 - 남원의료원 - 목포중앙병원 - 순천성가롤로병원 - 순천의료원 - 엠마오사랑병원 - 전남지역암센터(화순전남대학교병원) - 전북지역암센터(전북대학교병원) - 천주의성요한병원 |
| 경상권 (14개) | - 경남지역암센터(경상대학교병원) - 계명대학교 동산병원 - 대구가톨릭대학교병원 - 대구경북지역암센터(칠곡경북대학교병원) - 대구보훈병원 - 대구의료원 - 대구파티마병원 - 대구사랑나무의원 - 부산성모병원 - 부산지역암센터(부산대학교병원) - 선린병원 - 울산지역암센터(울산대학교병원) - 창원파티마병원 - 포항의료원                                                   |
| 제주권 (2개)  | - 성이시돌복지의원 - 제주지역암센터(제주대학교병원) |

그 외 완화의료 전문기관이 아니지만, 한국호스피스협회에 등록한 기관들이 있다.

## 같이 보기
- 오피오이드

## 참고 자료
- 이 문서에는 다음커뮤니케이션(현 카카오)에서 GFDL 또는 CC-SA 라이선스로 배포한 글로벌 세계대백과사전의 "호스피스" 항목을 기초로 작성된 글이 포함되어 있습니다.